# Tarde de toros
Tarde de toros és una pel·lícula espanyola de 1956 dirigida per Ladislao Vajda ambientada en el món de la tauromàquia.
Va ser exhibida en el Festival de Canes de 1956 i va ser seleccionada per a millor pel·lícula estrangera en els Premis Oscar de 1956.

## Argument
En la Plaça de toros de Las Ventas de Madrid es desenvolupen diverses històries paral·leles: el veterà torero Ricardo Puente abandona la seva amant Paloma; el triomfador Juan Carmona té una lleu agafada quan s'assabenta que la seva dona Isabel està embarassada; Rondeño II aconsegueix superar la seva por als toros i també a comprometre's amb la seva núvia Ana María; finalment, l'ingenu i espontani Manolo es llança al rodo i pateix una ferida mortal.

## Repartiment
- Domingo Ortega - Ricardo Puente
- María Asquerino - Paloma
- Antonio Bienvenida - Juan Carmona
- Marisa Prado - Isabel
- Enrique Vera - Rondeño II
- Encarnita Fuentes - Ana María
- Jorge Vico - Manolo

## Producció
Després de l'èxit internacional de Marcelino, pan y vino la productora Chamartín i el director Ladislao Vajda van tornar a treballar junts per a fer aquesta pel·lícula a mig camí entre el documental i la ficció on destaca la fotografia en technicolor de Heinrich Gártner.

## Premis
Medalles del Cercle d'Escriptors Cinematogràfics de 1956
| Categoria                  | Pel·lícula                              |
| -------------------------- | --------------------------------------- |
| Millor pel·lícula          |                                         |
| Millor director            | Ladislao Vajda                          |
| Millor guió                | Julio Coll Manuel Tamayo José Santugini |
| Millor fotografia en color | Enrique Guerner                         |